# 斯特凡·阿斯肯纳瑟
斯特凡·阿斯肯纳瑟（Stefan Askenase，1896年7月10日—1985年10月18日），生于乌克兰城市Lemberg（Galizien），卒于科隆，比利时-波兰钢琴家。

## 生平
斯特凡·阿斯肯纳瑟小時候接受母亲的钢琴启蒙教育，並于1914/15年间在维也纳随Emil Sauer学习。参加过一战，继续进修后，阿斯肯纳瑟于1919年在维也纳举行首演，1922年接受了开罗音乐学院的教职。1925年起阿斯肯纳瑟定居布鲁塞尔并在世界各地演出达60年之久。1957-61年重又执起教鞭，但主要在布鲁塞尔皇家音乐学院。阿斯肯纳瑟以诠释肖邦而闻名，也以莫扎特和海顿著称。